# Sinagoga de Yusefabad
La Sinagoga de Yusefabad (en persa: کنیسه یوسف‌آباد) es una de las sinagogas más grandes de Teherán (Irán), en el barrio del mismo nombre. El nombre oficial de la sinagoga de Yusefabad es sukat Shalom. El edificio original que albergaba la sinagoga se completó a principios de 1950. Con el crecimiento de la población judía de la capital, especialmente en el barrio de Yusefabad, se decidió que un edificio nuevo era necesario. Con la ayuda de los líderes locales de la comunidad encabezados por Avraham Yusian, la construcción de la nueva fachada se terminó en octubre de 1965. Las puertas de la nueva sinagoga se abrieron al público en Rosh Hashaná 5726 (calendario hebreo).
El 8 de febrero de 2003, el presidente Mohammad Jatamí visitó la sinagoga, convirtiéndose así en el primer presidente de Irán en visitar una sinagoga desde la Revolución Islámica.